# Camelia Ciripan
Camelia Ciripan (16 de noviembre de 1978) es una deportista rumana que compite en tenis de mesa adaptado. Ganó una medalla de bronce en los Juegos Paralímpicos de París 2024, en la prueba de individual (clase WS6).

## Palmarés internacional
| Juegos Paralímpicos | Juegos Paralímpicos | Juegos Paralímpicos | Juegos Paralímpicos |
| Año                 | Lugar               | Medalla             | Prueba              |
| ------------------- | ------------------- | ------------------- | ------------------- |
| 2024                | París (Francia)     | Medalla de bronce   | Individual WS6      |